# Околок (Доможировское сельское поселение)
Околок — деревня в Доможировском сельском поселении Лодейнопольского района Ленинградской области.

## История
Деревня Околок упоминается на плане западной части Лодейнопольского уезда 1818 года.

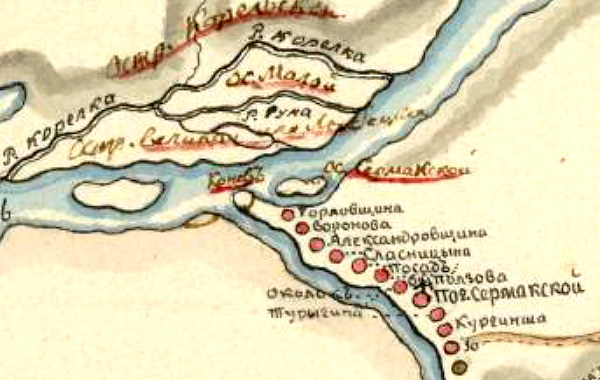
Деревня Околок на плане 1818 года

На карте Санкт-Петербургской губернии Ф. Ф. Шуберта 1834 года она обозначена как деревня Околоп, состоящая из 27 крестьянских дворов.

ОКОЛОК — деревня при реке Ояти, число дворов — 23, число жителей: 65 м. п., 62 ж. п.  (1879 год)

ОКОЛОК — деревня при реке Ояти, население крестьянское: домов — 25, семей — 25, мужчин — 60, женщин — 59, всего — 119; некрестьянское: домов — 4, семей — 3, мужчин — 4, женщин — 2; лошадей — 13, коров — 16, прочего — 9. (1905 год)

В конце XIX — начале XX века деревня административно относилась к Заостровской волости 1-го стана Лодейнопольского уезда Олонецкой губернии.
С 1917 по 1922 год деревня входила в состав Сермакского сельсовета Заостровской волости Лодейнопольского уезда Олонецкой губернии.
С 1922 года в составе Ленинградской губернии.
С февраля 1927 года в составе Луначарской волости. С августа 1927 года в составе Пашского района. В 1927 году население деревни составляло 143 человека.
Согласно карте Ленинградской области Северо-западного аэрогеодезического треста ГГУ издания 1932 года деревня насчитывала 16 крестьянских дворов.
По данным 1933 года деревня Околок входила в состав Сермакского сельсовета Пашского района.

Деревня Околок на карте РККА 1940 года

С 1954 года в составе Доможировского сельсовета.
С 1955 года в составе Новоладожского района.
В 1958 году население деревни составляло 72 человека.
С 1963 года в составе Волховского района.
По данным 1966 и 1973 годов деревня Околок также входила в состав Доможировского сельсовета Волховского района.
По данным 1990 года деревня Околок входила в состав Доможировского сельсовета Лодейнопольского района.
В 1997 году в деревне Околок Доможировской волости проживали 24 человека, в 2002 году — 29 человек (русские — 97 %).
С 1 января 2006 года в составе Вахновакарского сельского поселения.
В 2007 году в деревне Околок Вахновокарского СП проживал 21 человек, в 2010 году — 14.
С 2012 года в составе Доможировского сельского поселения.

## География
Деревня расположена в западной части района к северо-западу от автодороги Р21 (E 105) «Кола» (Санкт-Петербург — Петрозаводск — Мурманск).
Расстояние до административного центра поселения — 3 км.
Расстояние до ближайшей железнодорожной станции Оять-Волховстроевский — 6,5 км.
Деревня находится на правом берегу реки Оять.

## Демография
| 1879 | 1905 | 1997 | 2007 | 2010 | 2014 | 2017 |
| ---- | ---- | ---- | ---- | ---- | ---- | ---- |
| 127  | ↘125 | ↘24  | ↘21  | ↘14  | ↗19  | ↘11  |

### Национальный состав
Согласно данным Всероссийской переписи населения 2021 года в деревне проживали 10 человек, все русские.

## Инфраструктура
По данным администрации Доможировского сельского поселения:
- на 1 января 2014 года в деревне было зарегистрировано 8 домохозяйств и 23 жителя[19].
- на 1 января 2021 года в деревне было зарегистрировано 4 домохозяйства и 7 жителей[20].